# Bruggmannia pustulans
Bruggmannia pustulans är en tvåvingeart som beskrevs av Edwin Möhn 1960. Bruggmannia pustulans ingår i släktet Bruggmannia och familjen gallmyggor.
Artens utbredningsområde är El Salvador. Inga underarter finns listade i Catalogue of Life.